# Gymnastique artistique aux Jeux olympiques d'été de 2012 - barre fixe hommes
Navigation
Pékin 2008 Rio de Janeiro 2016
La finale à la barre fixe du concours de gymnastique artistique masculine des Jeux olympiques d'été de 2012 organisés à Londres (Royaume-Uni), se déroule à la North Greenwich Arena le 7 août 2012.

## Médaillés
| Or              | Argent           | Bronze  |
| Epke Zonderland | Fabian Hambüchen | Zou Kai |

## Résultats

### Finale
| Rang               | Gymnaste         | Pays         | Score D | Score E | Pén. | Total  |
| ------------------ | ---------------- | ------------ | ------- | ------- | ---- | ------ |
| Médaille d'or      | Epke Zonderland  | Pays-Bas     | 7.900   | 8.633   |      | 16.533 |
| Médaille d'argent  | Fabian Hambüchen | Allemagne    | 7.500   | 8.900   |      | 16.400 |
| Médaille de bronze | Zou Kai          | Chine        | 7.900   | 8.466   |      | 16.366 |
| 4                  | Zhang Chenglong  | Chine        | 7.700   | 8.566   |      | 16.266 |
| 5                  | Danell Leyva     | États-Unis   | 7.200   | 8.633   |      | 15.833 |
| 6                  | Jonathan Horton  | États-Unis   | 6.800   | 8.666   |      | 15.466 |
| 7                  | Emin Garibov     | Russie       | 7.100   | 8.233   |      | 15.333 |
| 8                  | Kim Ji-Hoon      | Corée du Sud | 7.100   | 8.033   |      | 15.133 |

### Qualifications
| Rang | Gymnaste           | Pays       | Score D | Score E | Pen. | Total  | Qual. |
| ---- | ------------------ | ---------- | ------- | ------- | ---- | ------ | ----- |
| 1    | Epke Zonderland    | NED        | 7.500   | 8.466   |      | 15.966 | Q     |
| 2    | Zhang Chenglong    | CHN        | 7.500   | 8.433   |      | 15.933 | Q     |
| 3    | Danell Leyva       | États-Unis | 7.200   | 8.666   |      | 15.866 | Q     |
| 4    | Fabian Hambüchen   | GER        | 7.000   | 8.633   |      | 15.633 | Q     |
| 5    | Jonathan Horton    | États-Unis | 6.800   | 8.766   |      | 15.566 | Q     |
| 6    | Emin Garibov       | RUS        | 7.300   | 8.266   |      | 15.566 | Q     |
| 7    | Zou Kai            | CHN        | 7.400   | 8.133   |      | 15.533 | Q     |
| 8    | Kim Ji-hoon        | KOR        | 7.300   | 8.200   |      | 15.500 | Q     |
| 9    | Kristian Thomas    | GBR        | 6.500   | 8.866   |      | 15.366 | R     |
| 10   | John Orozco        | États-Unis | 6.700   | 8.566   |      | 15.266 | -     |
| 11   | Sam Oldham         | GBR        | 6.700   | 8.400   |      | 15.100 | R     |
| 12   | Alexander Shatilov | ISR        | 6.300   | 8.700   |      | 15.100 | R     |